# Three Way
Three Way é uma cidade localizada no estado norte-americano de Tennessee, no Condado de Madison.

## Demografia
Segundo o censo norte-americano de 2000, a sua população era de 1375 habitantes.
Em 2006, foi estimada uma população de 1350, um decréscimo de 25 (-1.8%).

## Geografia
De acordo com o United States Census Bureau tem uma área de
10,0 km², dos quais 10,0 km² cobertos por terra e 0,0 km² cobertos por água.

## Localidades na vizinhança
O diagrama seguinte representa as localidades num raio de 16 km ao redor de Three Way.